# Samuel Benjamin Klose
Samuel Benjamin Klose (* 27. April 1730 in Breslau, Fürstentum Breslau; † 18. September 1798 ebenda) war ein deutscher Geschichtsforscher, Buchautor und Lehrer.

## Werdegang
Klose wurde als Sohn des Kürschners Johann Kaspar Klose und dessen Ehefrau Anna Magdalena, geborene Hertelin, geboren. Wegen seiner auffallenden Begabung wurde er im Maria-Magdalenen-Gymnasium eingeschult. Dort entdeckte er sein Interesse für Klassische Literatur. Ab 1752 studierte er an der Universität Frankfurt/Oder und ab 1753 an der Halle Theologie. Danach war er bis zu seiner ersten Anstellung 1762 in Breslau als Hauslehrer tätig. Er lernte dort Lessing kennen, für den er zu einem Führer durch die Sehenswürdigkeiten und Bücherschätze Breslaus und zu einem beliebten Gesprächspartner wurde.
Nach einer kurzen Anstellung als Lehrer am Maria-Magdalenen-Gymnasium wurde er Rektor am Breslauer Heilig-Geist-Gymnasium, einem Progymnasium in Breslau. Bis zu seinem Lebensende befasste er sich intensiv mit der Geschichte Schlesiens und hinterließ außer mehreren Büchern eine Fülle (248 Bände) ungedruckter Aufzeichnungen.

## Publikationen
- Neue litterarische Unterhaltungen. 4 Bde. Breslau 1774–1775
- Von Breslau. Dokumentirte Geschichte und Beschreibung. In Briefen. Breslau 1781–1783